# 모이라 시어러

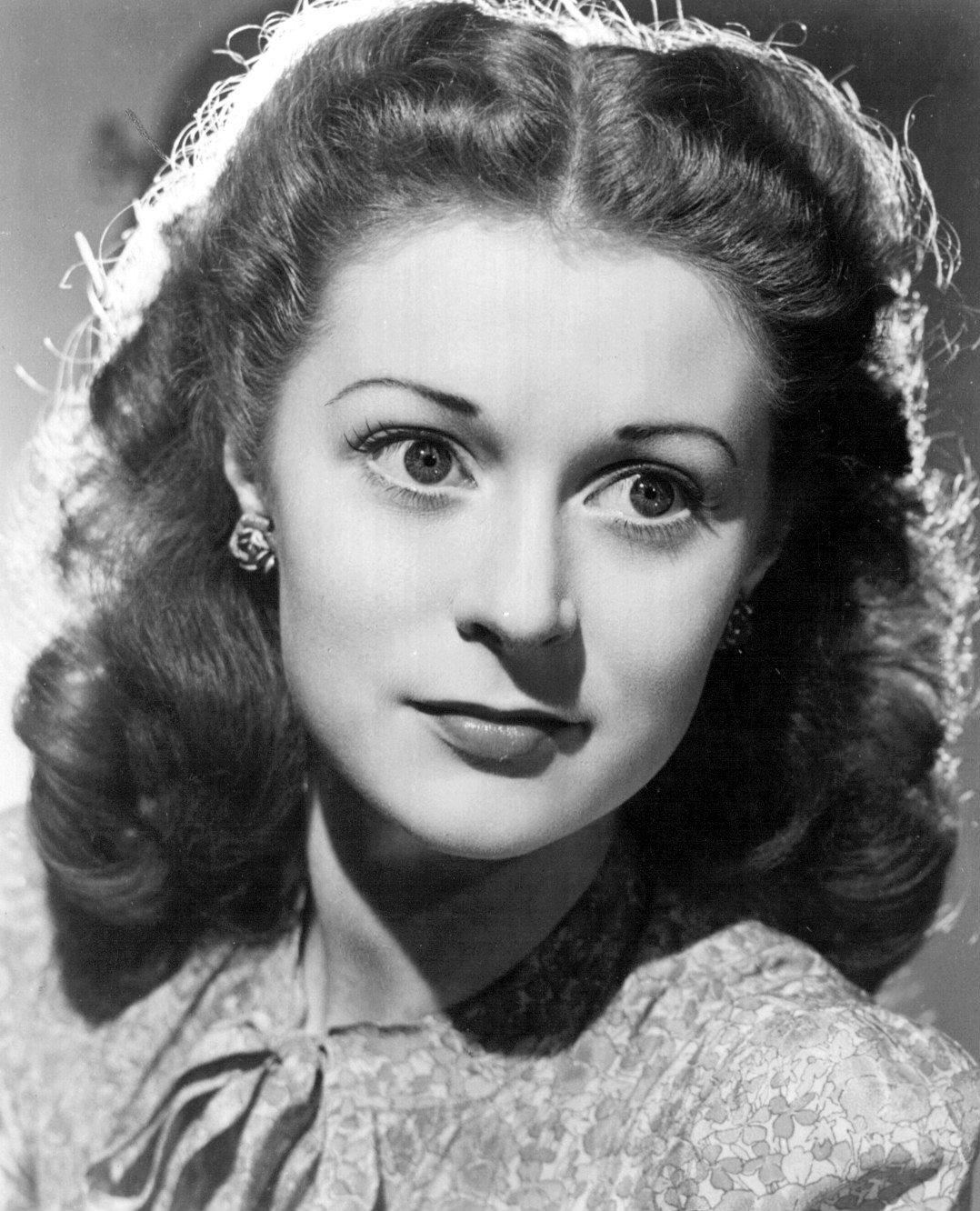

모이라 시어러(Moira King, 1926년 1월 17일 ~ 2006년 1월 31일)는 영국의 발레 무용수, 영화배우, TV 사회자이다.
던펌린에서 태어났으며 옥스퍼드에서 사망하였다.

## 영화
- 카메라맨: 잭 카디프의 삶과 일 (2010년)
- 블랙 타이츠 (1960년)
- 저주받은카메라 (1960년)
- 세 개의 사랑 이야기 (1953년)
- 호프만의 이야기 (1951년) - 스텔라 / 올림피아 역
- 분홍신 (1948년) - 빅토리아 페이지 역